# بقرة عكشية
البقرة العكشية أو البقرة البلدية سلالة من الأبقار توجد في سوريا، وتحمل أسماء مختلفة بحسب المناطق التي تعيش فيها، ففي درعا والسويداء تسمى بالبلدية، وفي دمشق وريفها بالعكشية وقد تسمى بالجولانية نسبة إلى الجولان، وفي الجزيرة بالجزراوية، وفي دير الزور بالزورية وهكذا. تبلغ نسبة هذه الأبقار 73% من مجموع الأبقار في سوريا.

## الوصف
وهي تتحمل الظروف البيئية السيئة، وذات كفاءة تناسلية عالية، وهي صغيرة الحجم ولها قابلية للتسمين، رأسها مستطيل طوله ضعف عرضه تقريباً، الجبهة مستقيمة والقرنان قصيران، والعينان كبيرتان نشطتان والعنق قصير نسبياً والظهر مقعر في الوسط والبطن صغير والحوض ضيق، والعظام والمفاصل بارزة والقوائم نحيفة قوية، وألوان هذه الأبقار كثيرة ولكن اللون الغالب فيها هو الأسود أو الأسود المبقع بالأبيض أو الأحمر المبقع بالأبيض. ويراوح وزن الأبقار التامة النمو بين 250 كغم و400 كغم وإنتاجها من الحليب منخفض نسبياً، حيث يترواح بين 750 و2000 كغم في السنة.